# Зарудавьевский сельсовет
Зарудавьевский сельсовет (бел. Зарудаўеўскі сельсавет) — упразднённая административная единица на территории Мостовского района Гродненской области Белоруссии.

## История
После упразднения в 2013 году территория присоединена к Мостовскому и Песковскому сельсовету.

## Состав
Зарудавьевский сельсовет включал 10 населённых пунктов:
- Белавичи — деревня.
- Деньковцы — деревня.
- Доменишки — деревня.
- Зарудавье — деревня.
- Кульшичи — деревня.
- Ляда — деревня.
- Мижево — деревня.
- Огородники — деревня.
- Рыбаки — деревня.
- Старина — деревня.

## Производственная сфера
МРУСП «Мостовчанка»

## Социальная сфера
Образование: ГУО «Зарудавская общеобразовательная базовая школа», ГУО «Белавичский детский сад».
Медицина: Зарудавьевский фельдшерско-акушерский пункт.
Культура: Зарудавьевский сельский клуб, Зарудавьевская сельская библиотека

## Достопримечательности
Храм Покрова Пресвятой Богородицы в деревне Белавичи.